# UFA AG
Die UFA AG (Union des Fédérations Agricoles) mit Hauptsitz in Herzogenbuchsee ist ein auf Tierernährung spezialisiertes Schweizer Agrarunternehmen. Als Gemeinschaftsunternehmen der Fenaco und des LV-St.Gallen produziert und vertreibt sie für Nutztier- und Hobbytierhalter in der Schweiz Mischfutter, Mineralsalze, Milchpulver, Konzentrate sowie Spezialitäten und erbringt damit zusammenhängende Dienstleistungen. Diese werden unter der Marke UFA schweizweit über die Landi-Kette vertrieben.

## Geschichte
Das Unternehmen wurde 1998 gegründet. Als Marke besteht UFA jedoch bereits seit 1958, als sie von landwirtschaftlichen Genossenschaftsverbänden als gemeinsame Dachmarke für vielfältige Tätigkeiten und Produkte genutzt wurde (UFA-Futter, UFA-Revue, UFA Haus und Garten, UFA-Samen, ufamed, UFAG-Laboratorien…). Die Vereinigung der landwirtschaftlichen Genossenschaftsverbände der Schweiz gründete 1959 mit der Genossenschaft UFA Futtermittel die erste Zweckgesellschaft in ihrer Geschichte.
Während für die zentrale Herstellung von Milchpulver, Mineralsalze und Spezialitäten 1965 die UFAG in Sursee gegründet wurde, erfolgte die Mischfutterherstellung weiterhin dezentral in den Werken der einzelnen Genossenschaftsverbände. Diese Werke wurden ab 1989 schrittweise in die neu gegründete Orador AG mit Sitz in Herzogenbuchsee zusammengefasst. Nach der Gründung der Fenaco 1993 wurde die Vereinigung der landwirtschaftlichen Genossenschaftsverbände der Schweiz aufgelöst. 1998 schlossen sich Orador und die UFAG zur heutigen UFA AG zusammen. 2006 folgte die in Puidoux ansässige Rivalor AG, 2008 die Alpstein-Futter AG aus Appenzell.
2016 hatte UFA beim Futtermittel 37 Prozent Marktanteil. Aus einer Übernahme der Fenaco, wurde per 1. Januar 2019 das Geflügel- und Kaninchenfutter in die UFA überführt.
2021 brachte das Unternehmen ein Mineralfutter auf den Markt, welches den Treibhausgasausstoss aus der Nutztierhaltung reduzieren soll.
Bis 2025 soll eine neue Getreidesammelstelle am Standort Herzogenbuchsee gebaut werden. Die Florin AG möchte mit einem Ölpresswerk vor Ort sein.

## Standorte

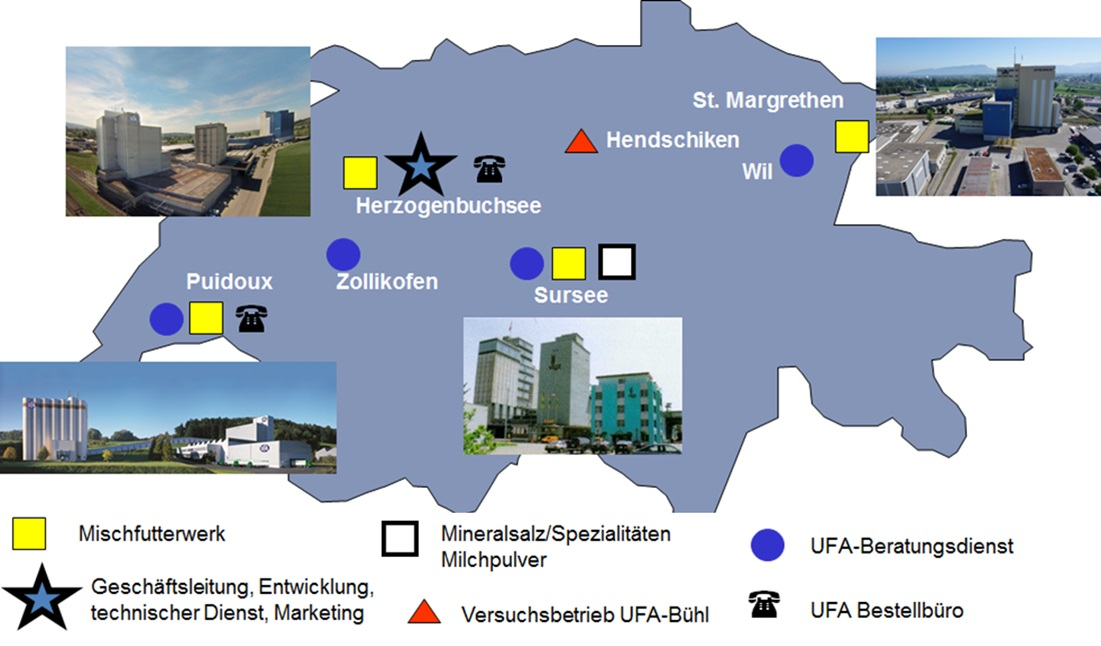

Die UFA AG verfügt über 4 Werke in vier verschiedenen Regionen – Herzogenbuchsee, Sursee, St. Margrethen und Puidoux. Sursee verfügt nebst einem Mischwerk auch über eine Anlage für die Produktion von Milchpulver, welche die ganze Schweiz bedient. Herzogenbuchsee verfügt über zwei Werke, wobei eines davon reines Biofutter produziert.
Der Versuchsbetrieb UFA-Bühl dient zur Produktionskontrolle unter praxisnahen Bedingungen und dem Erarbeiten von Vorgaben für den technischen Dienst und die Produktion. Des Weiteren können Innovationen getestet werden, was vor allem die Produktentwicklung unterstützt.
Ein weiterer Betrieb bestand in Lenzburg.